# Cerovo
Cerovo je naselje v Občini Grosuplje.
Naselje Cerovo je del krajevne skupnosti Št. Jurij. Od Grosuplja je oddaljeno 6 km. Je gručasta vas v severnem delu Turjaške pokrajine. V okolici Cerovega je dobro ohranjen protiturški tabor. K naselju spada tudi zaselek Podlom, skozi katerega teče potok Podlomščica.